# Sommerflieder
Die Sommerflieder (Buddleja), auch Schmetterlingsflieder genannt, sind seit 2017 einzige Pflanzengattung der Tribus Buddlejeae innerhalb der Familie der Braunwurzgewächse (Scrophulariaceae). Die bekannteste Art der Gattung ist der Schmetterlingsflieder (Buddleja davidii), seine Sorten sind in den gemäßigten Gebieten verbreitete Zierpflanzen für Parks und Gärten.

## Beschreibung

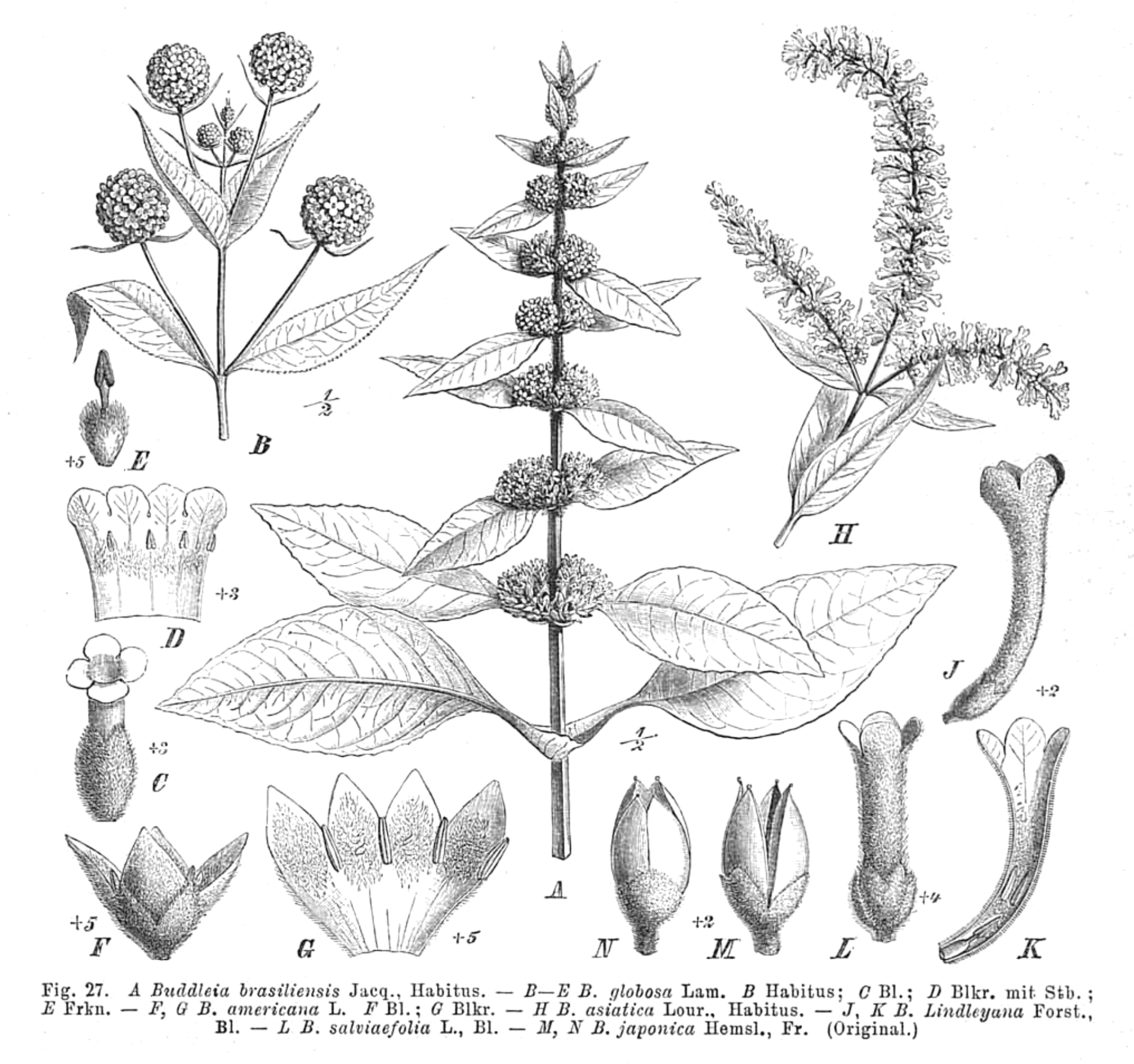
Illustration von
A. Buddleja brasiliensis: Habitus.
B–E. Buddleja globosa: B. Habitus. C. Blüte. D. Kronblätter w/ Staubbeutel. E. Fruchtknoten.
F/G. Buddleja americana: F. Blüte. G. Kronblätter.
H. Buddleja asiatica: Habitus.
J/K. Buddleja lindleyana: Blüte.
L. Buddleja salviifolia: Blüte.
M/N. Buddleja japonica: Früchte.
aus Hans Solereder: Loganiaceae In: Engler, Prantl (Hrsg.): Die natürlichen Pflanzenfamilien ... IV. Teil. 2. Abteilung Leipzig zwischen 1892 und 1895.

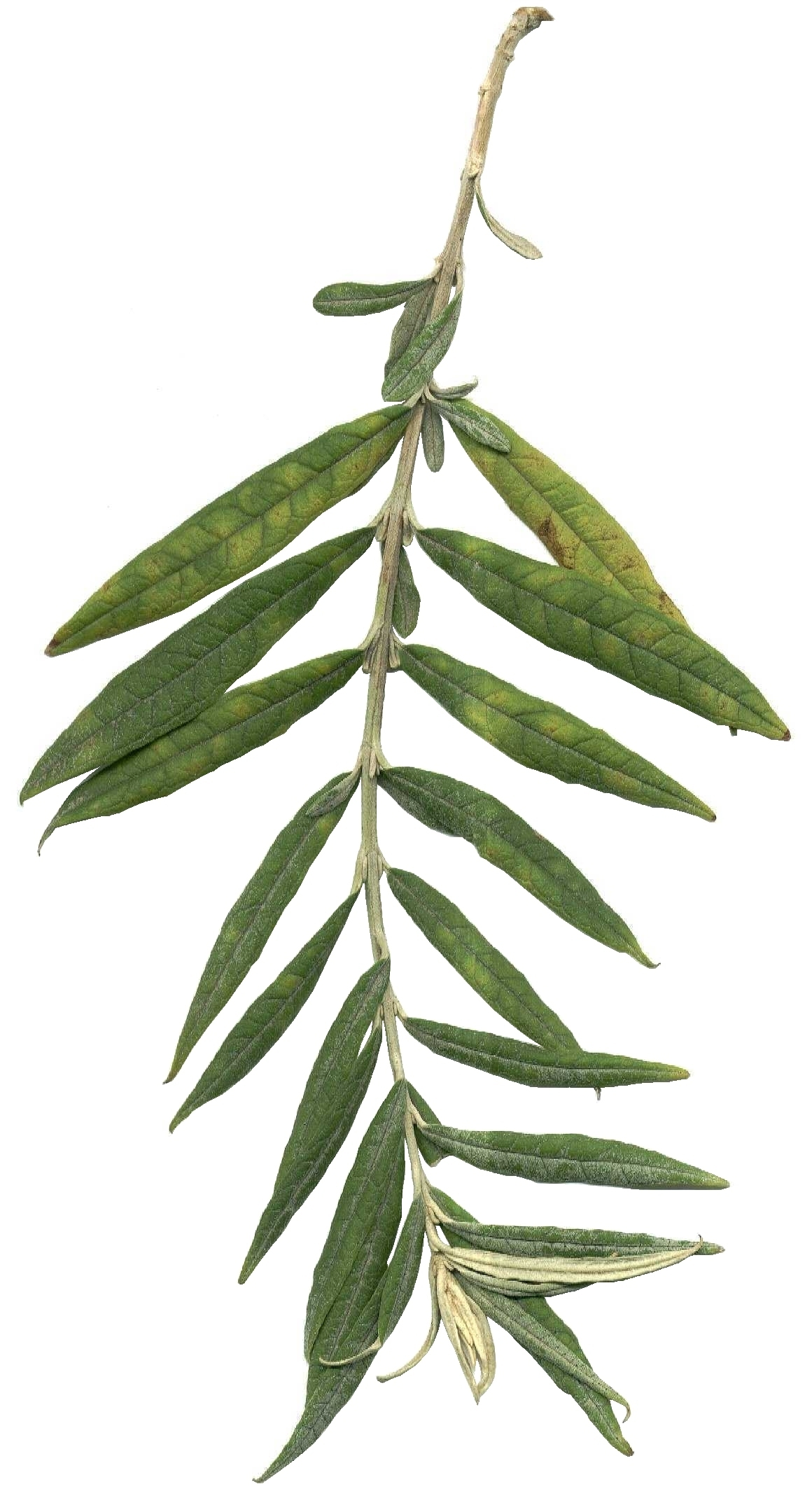
Sektion Chilianthus: Zweig mit gegenständigen Laubblättern von Buddleja saligna

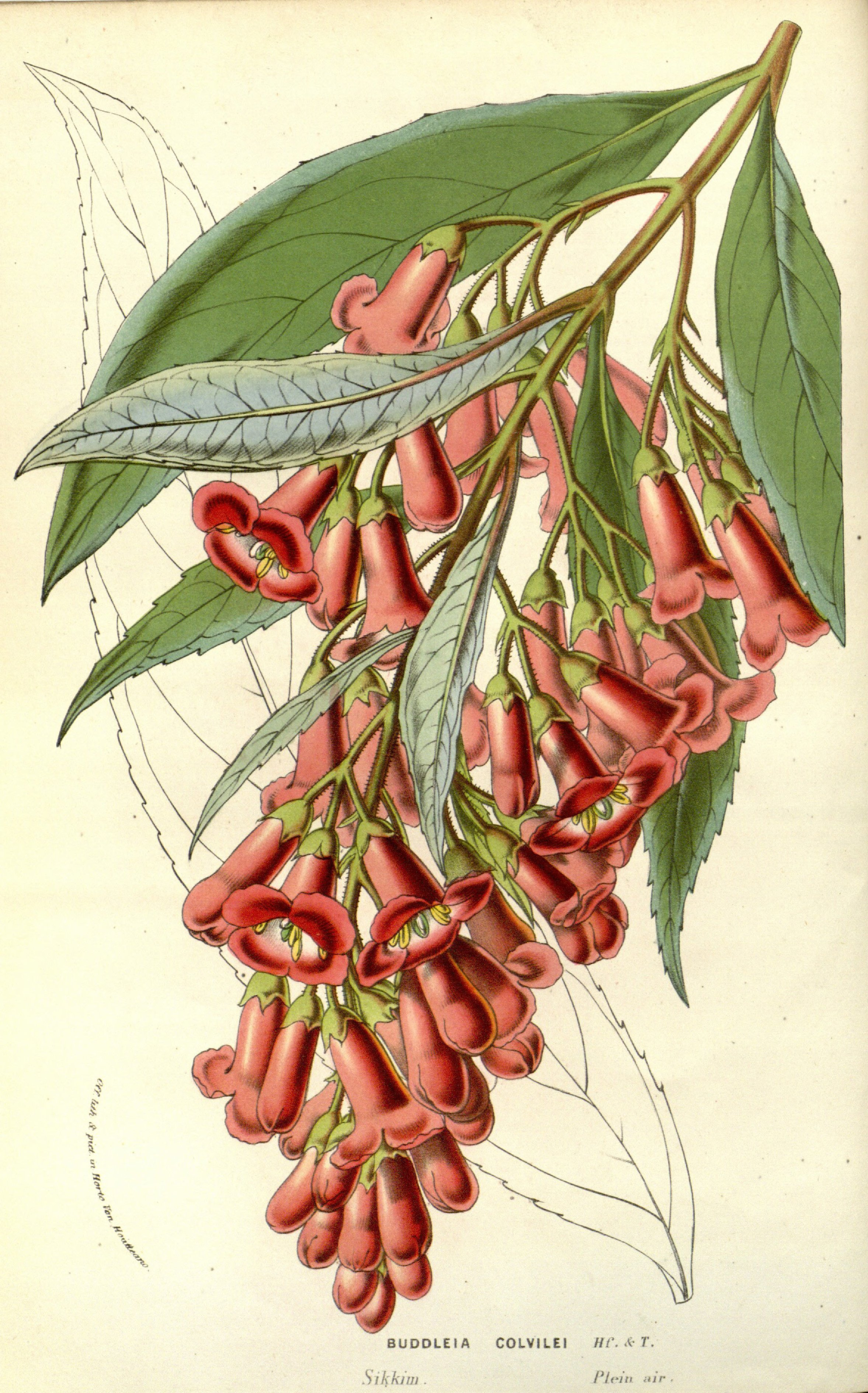
Illustration aus Flore des serres et des jardins de l’Europe, Band 14 von Buddleja colvilei

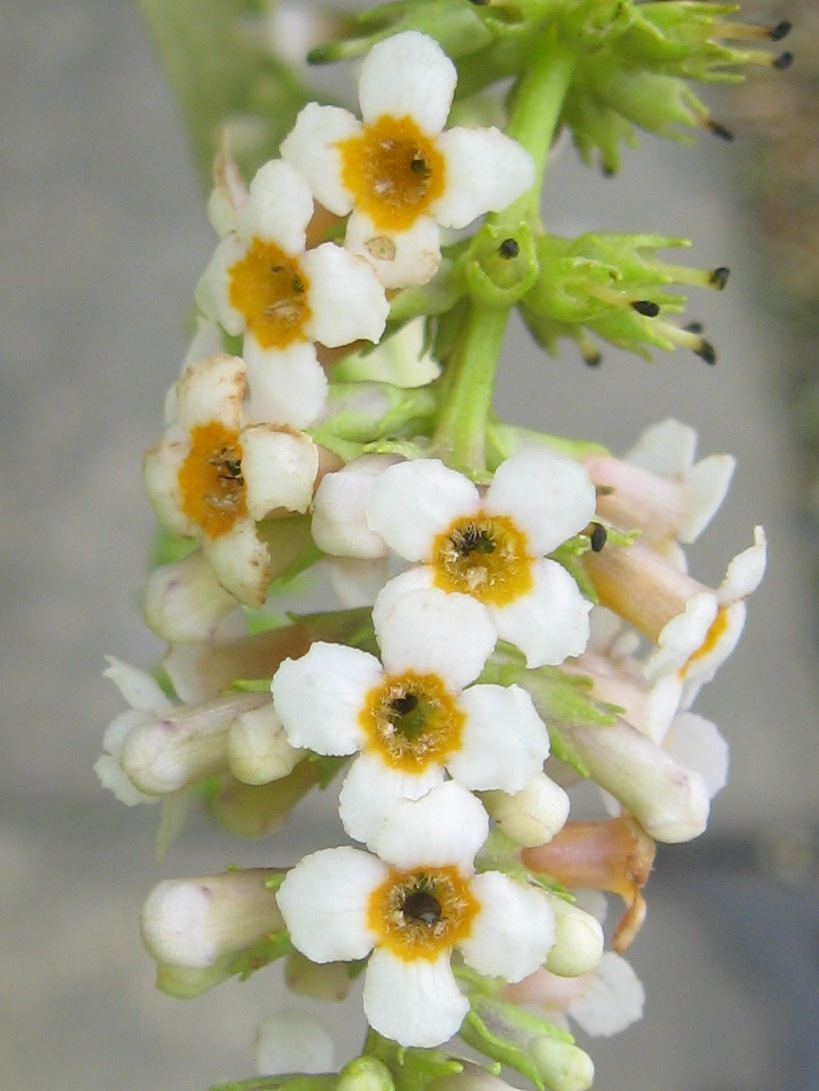
Sektion Alternifoliae: Ausschnitt eines Blütenstandes von Buddleja forrestii mit vierzähligen Blüten im Detail

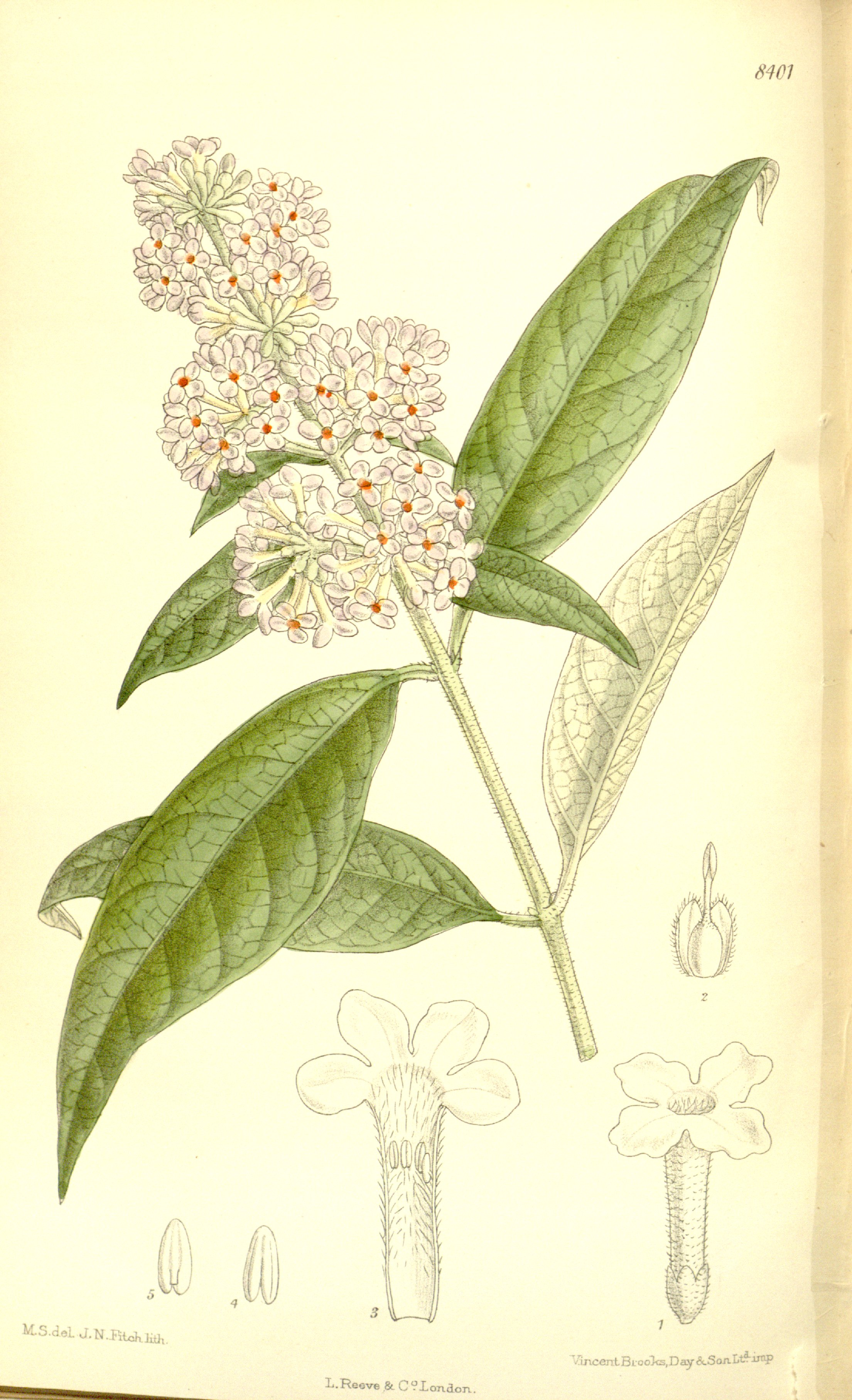
Illustration aus Curtis's Botanical Magazine, London., Volume 137 (= Series 4, Volume 7), Tafel 8401 von Buddleia officinalis

Sektion Nicodemia: Früchte von Buddleja madagascariensis

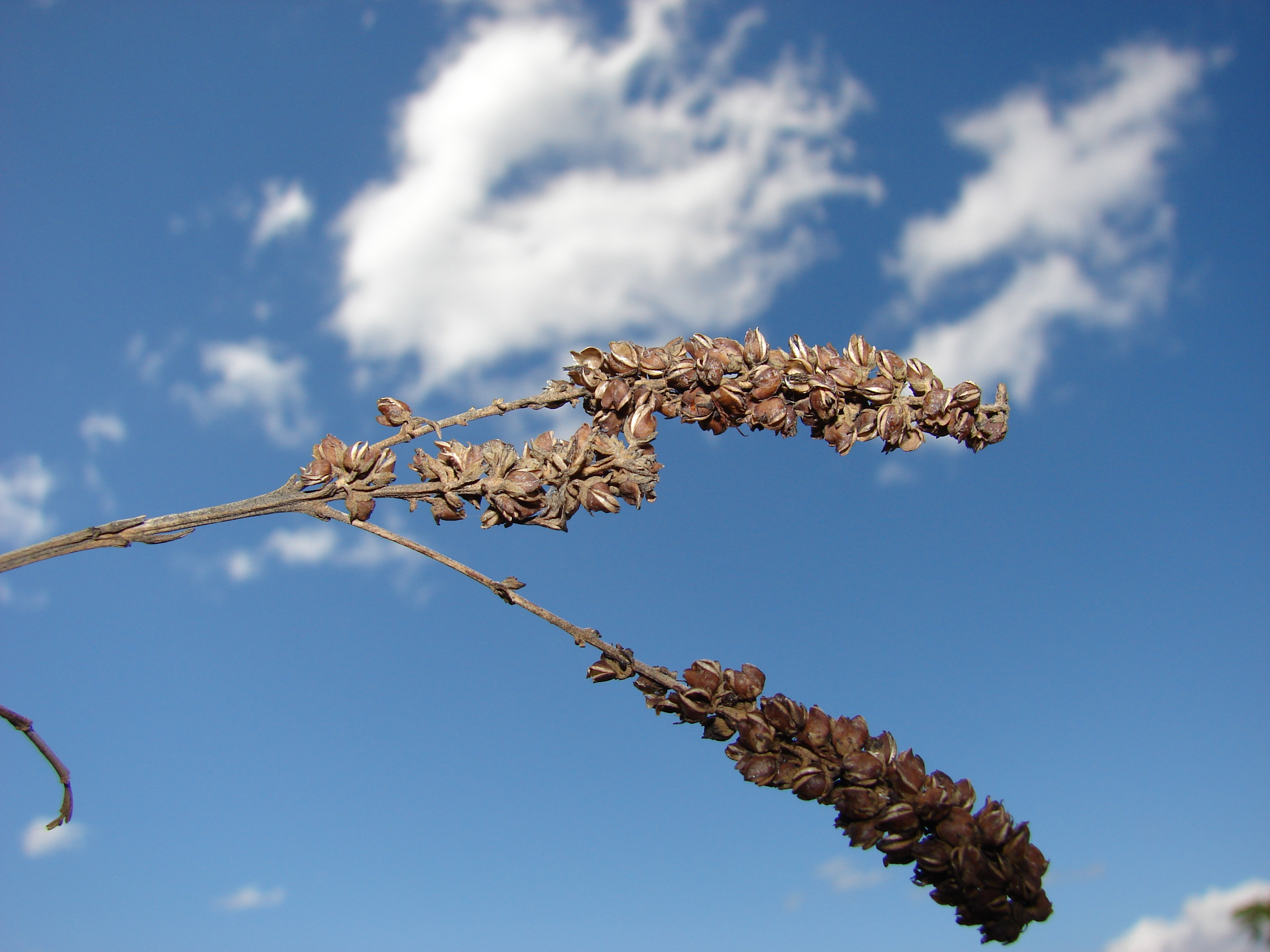
Sektion Alternifoliae: Kapselfrüchte von Buddleja asiatica

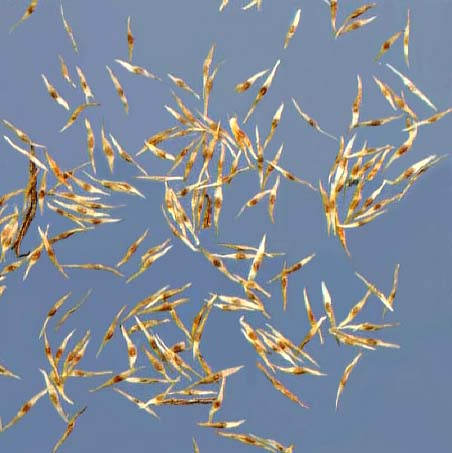
Sektion Alternifoliae: Samen des Schmetterlingsflieders (Buddleja davidii)

### Erscheinungsbild
Sommerflieder-Arten sind verholzende Pflanzen und wachsen als Halbsträucher, Sträucher, seltener Bäume oder Lianen. Die Zweige sind im Querschnitt stielrund, vierkantig oder viergeflügelt. Die Rinde weist anfangs meist Sternhaare auf und verkahlt später. Die Borke ist gefurcht. An den oberirdischen Pflanzenteilen sind sternförmige und drüsige Trichome vorhanden.

### Blätter
Die meist gegenständig, selten wechselständig angeordneten Laubblätter sind in Blattstiel und Blattspreite gegliedert. Die Blattstiele sind häufig relativ kurz. Die Blattränder sind glatt, gekerbt oder gezähnt. Es liegt Fiedernervatur vor. Die Blattunterseite weist Sternhaare auf und manchmal sind auch unter den Sternhaaren kleinere Drüsenhaare (Indument). Die Blattoberseite ist spärlicher flaumig behaart bis kahl. Die interpetiolaren Nebenblätter sind laubblattartig, fast kreisförmig und geöhrt oder zu einer Querlinie reduziert.

### Blütenstände und Blüten
Die end- oder seitenständigen Blütenstände sind sehr unterschiedlich aufgebaut, meist im Grundsatz rispig, sie können locker bis sehr kompakt sein, manchmal reihen sich eine unterschiedlich große Anzahl von zymösen Teilblütenständen aneinander bis hin zu dem Extrem, dass nur ein köpfchenförmiger Blütenstand vorhanden ist. Meist enthalten sie viele Blüten. Die Tragblätter sind laubblattähnlich, die Vorblätter  kelchblattähnlich.
Die eingeschlechtigen oder zwittrigen Blüten sind vierzählig und radiärsymmetrisch mit doppelter Blütenhülle. Die Blüten sind oft relativ klein. Oft sind die Blüten funktional eingeschlechtig, dabei sind die sterilen Blütenorgane manchmal stark reduziert. Die vier grünen, meist wollig behaarten Kelchblätter sind mehr oder weniger glockenförmig, seltener becherförmig oder verkehrt-kegelförmig verwachsen. Die gerade oder gebogene Kelchröhre ist in der Regel länger als die Kelchzipfel. Die vier gelben bis orangefarbenen, weißen oder rosa- bis purpurfarbenen Kronblätter sind glocken-, becher-, stielteller- oder trichterförmig verwachsen. Die gerade oder gebogene Kronröhre ist zylindrisch und meist länger als die Kronzipfel. Sie ist außen mit Sternhaaren bedeckt und innen sind einfache Haare (Trichome) vorhanden. Die in der oberen Hälfte der Kronröhre inserierten vier Staubblätter überragen diese meist nicht. Die Staubfäden sind kürzer bis länger als die Staubbeutel. Zwei bis selten vier Fruchtblätter sind zu einem zwei- bis selten vierkammerigen eiförmigen bis fast kugeligen Fruchtknoten verwachsen. Es sind einige bis viele Samenanlagen je Fruchtknotenkammer vorhanden. Der kurze bis lange Griffel endet oft in einer langen, gekeulten, kopfigen oder weniger oft zweilappigen Narbe.

### Früchte und Samen
Der Kelch ist bis zur Fruchtreife vorhanden. Es werden meist scheidewandspaltige (= septizide), zweifächerige, eiförmige bis längliche, seltener fast kugelige Kapselfrüchte ausgebildet. Nur bei den fünf Arten Buddleja axillaris, Buddleja fragifera, Buddleja fusca, Buddleja indica und Buddleja madagascariensis werden Beeren ausgebildet. Die Früchte enthalten meist vielen Samen.
Die relativ kleinen, selten über 1,5 Millimeter langen, eiförmigen bis länglichen Samen sind häufig geflügelt. Die Samen enthalten fleischiges Endosperm und einen geraden Embryo.

## Systematik und Verbreitung

### Taxonomie
Die Gattung Buddleja wurde 1753 vom schwedischen Botaniker Carl von Linné in Species Plantarum, Tomus I, S. 112 aufgestellt. Typusart ist Buddleja americana L. Der Gattungsname Buddleja ehrt den englischen Geistlichen und Botaniker Adam Buddle (1660–1715). Der botanische Gattungsname sorgte etwas für Konfusion. Die moderne Praxis der Verwendung von latinisierten Wörtern würde den Familiennamen „Buddle“ zu Buddleia werden lassen, aber Linné hat 1753 und 1754 Buddleja geschrieben. Im Internationale Code der Nomenklatur für Algen, Pilze und Pflanzen = ICN wurde in der Ausgabe von 2006 (Artikel 60, 60.5) festgelegt, dass Linnés Schreibweise in diesem Fall zu folgen ist.
Synonyme für Buddleja L. sind: Adenoplea Radlk., Adenoplusia Radlk., Buddleia L. orth. var., Chilianthus Burch., Nicodemia Ten., Emorya Torr.

### Äußere Systematik
Die Gattung Buddleja gehört zur Tribus Buddlejeae in der Familie Scrophulariaceae. Die Tribus Buddlejeae wurde durch Chau et al. 2017 bearbeitet und dabei der Umfang der Gattung Buddleja etwas erweitert und seither gehören alle Arten der Tribus Buddlejeae in die Gattung Buddleja, die dadurch monophyletisch ist. Die Tribus Buddlejeae wurde im September 1830 durch Friedrich Gottlieb Bartling in Ordines Naturales Plantarum eorumque characteres et affinitates adjecta generum enumeratione, Seite 172 aufgestellt. Synonyme für Buddlejeae Bartl. sind: Buddlejeae Juss., Buddlejaceae K.Wilh.

### Infragenerische Unterteilung der GattungBuddlejamit den Arten und ihre Verbreitung
Die Sommerflieder-Arten sind in den tropischen bis subtropischen und gemäßigten Gebieten der Neuen Welt (etwa 66 Arten) und  der Alten Welt (etwa 42 Arten) verbreitet. In China kommen mindestens 22 Arten und fünf Hybriden vor. Wenige Arten sind in einigen Gebieten der Welt, beispielsweise Europa Neophyten.
| - Sektion Alternifoliae Kränzl. mit der Typusart: Buddleja amentacea Kränzl. → Buddleja asiatica Lour.: Der Blütenstand ist rispig, thyrsoid oder ährig. Die Blütenkronen sind weiß oder purpurfarben. Die Staubblätter überragen die Blütenkrone nicht. Die etwa 24 Arten sind in Asien verbreitet: - Weißblühender Sommerflieder (Buddleja albiflora Hemsl., Syn.: Buddleja hemsleyana Koehne): Er gedeiht in offenen Waldländern, an Waldrändern und an Ufern von Fließgewässern in Höhenlagen von 500 bis 3000 Metern in den chinesischen Provinzen Gansu, Guizhou, Henan, Hubei, Hunan, Shaanxi, Sichuan sowie Yunnan. - Wechselblättriger Sommerflieder (Buddleja alternifolia Maxim.): Er gedeiht im Dickicht an Flussufern und an ausgetrockneten Flussläufen in Höhenlagen von 1500 bis 4000 Metern in Tibet, in der Inneren Mongolei und in den chinesischen Provinzen Gansu, Hebei, Henan, Ningxia, Qinghai, Shaanxi, Shanxi sowie Sichuan. - Buddleja asiatica Lour.: Sie ist in Pakistan, Indien, Bangladesch, Bhutan, Nepal, Myanmar, Laos, Kambodscha, Thailand, China, Vietnam, Indonesien, Malaysia, Neuguinea und auf den Philippinen verbreitet. Sie wird auch kultiviert. - Buddleja bhutanica Yamazaki: Dieser Endemit kommt nur in Bhutan vor. - Buddleja brachystachya Diels: Sie gedeiht in Gebüschen im Gebirge und an ausgetrockneten Flussläufen in Höhenlagen von 1000 bis 2700 Metern in den chinesischen Provinzen Gansu, Sichuan sowie Yunnan. - Buddleja candida Dunn: Sie ist im nordöstlichen Indien, südöstliches Tibet und in den chinesischen Provinzen südliches Sichuan sowie Yunnan verbreitet. - Buddleja caryopteridifolia W.W.Sm.: Sie gilt in der Flora of China als Synonym von Buddleja crispa; zwei Proben aus Yunnan und Sichuan sind aber in den molekulargenetischen Untersuchung von Chau et al. 2017 enthalten. - Buddleja colvilei Hook. f.: Sie gedeiht im Himalaja in Bhutan, Sikkim, Nepal sowie Indien, im südlichen Tibet sowie in Yunnan. - Buddleja crispa Benth.: Sie ist in Afghanistan, Pakistan, Bhutan, Nepal, im nördlichen Indien, Tibet und in den chinesischen Provinzen Gansu, Sichuan sowie Yunnan verbreitet. - Buddleja curviflora Hook. & Arn.: Sie kommt im südlichen Taiwan und auf den japanischen Inseln südliches Kyushu, südliches Shikoku sowie auf den Ryūkyū-Inseln vor. - Schmetterlingsflieder (Buddleja davidii Franch.): Er gedeiht natürlich in Höhenlagen von 800 bis 3000 Metern in Tibet und in den chinesischen Provinzen Gansu, Guangdong, Guangxi, Guizhou, Hubei, Hunan, Jiangsu, Jiangxi, Shaanxi, Sichuan, Yunnan sowie Zhejiang. In Japan ist er vermutlich früh eingebürgert worden. Beispielsweise in Europa und Kalifornien ist er ein Neophyt. - Buddleja delavayi L.F.Gagnep.: Sie gedeiht an Waldrändern, im Dickicht in Tälern und an Wegrändern im Gebirge in Höhenlagen von 2000 bis 3000 Metern in Tibet und in der chinesischen Provinz Yunnan. - Buddleja fallowiana Balf. f. & W.W.Smith: Sie gedeiht in offenen Waldländern und im Dickicht im Gebirge in Höhenlagen von 1200 bis 3800 Metern in Tibet und in den chinesischen Provinzen Sichuan sowie Yunnan. In der traditionellen chinesischen Medizin ist sie eine Heilpflanze. - Buddleja forrestii Diels: Sie ist in Indien, Bhutan, Myanmar, Tibet und in den chinesischen Provinzen Sichuan sowie Yunnan verbreitet. - Japanischer Sommerflieder (Buddleja japonica Hemsl.): Er kommt nur auf den japanischen Inseln Honshu sowie Shikoku vor. In Frankreich ist er ein Neophyt. - Buddleja jinsixiaensis R.B.Zhu: Sie wurde 2013 in einer Höhenlage von etwa 1200 Metern in Shaanxi gefunden und im gleichen Jahr erstbeschrieben. - Buddleja lindleyana Fortune: Sie gedeiht in Höhenlagen von 200 bis 2700 Metern in den chinesischen Provinzen Anhui, Fujian, Guangdong, Guangxi, Guizhou, Hubei, Hunan, Jiangsu, Jiangxi, Sichuan, Yunnan sowie Zhejiang. In der traditionellen chinesischen Medizin ist sie eine Heilpflanze. - Buddleja macrostachya Benth.: Sie ist in Indien, Bhutan, Bangladesch, Thailand, Myanmar, Vietnam und China verbreitet. - Buddleja microstachya E.D.Liu & H.Peng: Sie wurde 2006 aus dem südwestlichen Yunnan erstbeschrieben. - Buddleja myriantha Diels: Sie kommt in Myanmar, Tibet und in vielen chinesischen Provinzen vor. - Schnee-Sommerflieder (Buddleja nivea Duthie): Er gedeiht in offenen Waldländern, an Waldrändern und im Dickicht im Gebirge in Höhenlagen von 700 bis 3600 Metern in Tibet und in den chinesischen Provinzen Sichuan sowie Yunnan. - Buddleja officinalis Maxim.: Sie ist in Myanmar, Vietnam und China verbreitet. - Buddleja paniculata Wall.: Sie ist Indien, Bhutan, Nepal, Myanmar, Vietnam und China verbreitet. - Buddleja subcapitata E.D.Liu & H.Peng: Sie wurde 2004 aus dem südwestlichen Sichuan erstbeschrieben. Dieser Endemit gedeiht an Straßenrändern am Waldrand Roadsides in Höhenlagen von etwa 2200 Metern nur im Yanbian Xian. - Buddleja yunnanensis L.F.Gagnep.: Sie gedeiht in Höhenlagen von 1000 bis 2500 Metern in Yunnan. - Sektion Buddleja mit der Typusart: Buddleja americana L.: Der Blütenstand ist rispig, thyrsoid, ährig, köpfchenförmig oder traubig. Die Blütenkronen sind weiß oder gelb bis orangefarben. Die Staubblätter können die Blütenkrone überragen oder nicht. Die etwa 66 Arten sind von Nord- über Zentralamerika und auf Karibischen Inseln bis Südamerika verbreitet: - Buddleja americana L.: Sie ist von Mexiko über Zentral- bis Südamerika und auf Karibischen Inseln weitverbreitet. - Buddleja anchoensis Kuntze: Sie kommt nur in Bolivien vor. - Buddleja araucana Phil.: Sie kommt in Argentinien vor. - Buddleja aromatica J.Rémy: Sie kommt in Bolivien und im südlichen Teil Südamerikas vor. - Buddleja blattaria J.F.Macbr.: Sie kommt in Ecuador sowie Peru vor. - Buddleja bordignonii G.P.Coelho & Miotto: Sie wurde 2017 aus dem südlichen brasilianischen Bundesstaat Rio Grande do Sul erstbeschrieben. Sie ist bisher nur von einem Fundort in der zentralwestlichen Region von Rio Grande do Sul, in einem felsigen Buschland in der Gemeinde Jari gefunden. Da dieses Habitat durch den Menschen stark verändert wurde, wurde diese Art mit „Critically Endangered“ = „vom Aussterben bedroht“ bewertet. - Buddleja brachiata Cham. & Schltdl.: Sie kommt von Brasilien bis zum südlichen Teil Südamerikas vor. - Buddleja bullata Kunth: Sie kommt von Kolumbien und Venezuela über Ecuador bis Peru vor. - Buddleja cardenasii Standl. ex E.M.Norman: Sie kommt nur in Bolivien vor. - Buddleja cestriflora Cham.: Sie kommt in Brasilien vor. - Buddleja chapalana B.L.Rob.: Sie kommt in Mexiko vor. - Buddleja chenopodiifolia Kraenzl.: Sie kommt in Peru vor. - Buddleja cordata Kunth: Es gibt drei Unterarten: - Buddleja cordata Kunth subsp. cordata: Sie ist in Mexiko weitverbreitet. - Buddleja cordata subsp. ovandensis (Lundell ex E.M.Norman) E.M.Norman: Sie kommt im mexikanischen Bundesstaat Chiapas vor. - Buddleja cordata subsp. tomentella (Standl.) E.M.Norman: Sie kommt im nördlichen Mexiko vor. - Buddleja cordobensis Griseb.: Sie kommt im südlichen Teil Südamerikas vor. - Buddleja coriacea J.Rémy: Sie kommt in Bolivien sowie Peru vor und wird dort manchmal Qulli genannt. - Buddleja corrugata M.E.Jones: Sie kommt in Mexiko vor. - Buddleja crotonoides A.Gray: Sie kommt von Mexiko über Zentralamerika bis Kolumbien und Venezuela vor. - Buddleja cuneata Cham.: Sie kommt in Brasilien vor. - Buddleja diffusa Ruíz & Pav.: Sie kommt in von Bolivien über Peru bis zum südlichen Teil Südamerikas vor. - Buddleja domingensis Urb.: Sie kommt nur auf Karibischen Inseln vor. - Buddleja elegans Cham. & Schltdl.: Sie kommt von Brasilien bis zum südlichen Teil Südamerikas vor. - Buddleja euryphylla Standl. & Steyerm.: Sie kommt in Zentralamerika vor. - Buddleja filibracteolata J.A.González & J.F.Morales: Sie kommt in Zentralamerika vor. - Kugel-Sommerflieder (Buddleja globosa Hope): Sie ist in Argentinien und Chile verbreitet. - Buddleja grandiflora Cham. & Schltdl.: Sie ist in Brasilien, Argentinien und Uruguay verbreitet. - Buddleja hatschbachii E.M.Norman & L.B.Sm.: Sie kommt in Brasilien vor. - Buddleja hieronymi R.E.Fr.: Sie kommt in von Bolivien bis zum südlichen Teil Südamerikas vor. - Buddleja ibarrensis E.M.Norman: Sie kommt in Ecuador vor. - Buddleja incana Ruiz & Pav.: Sie ist in Kolumbien, Bolivien, Ecuador sowie Peru verbreitet und wird dort manchmal Kiswar genannt. - Buddleja interrupta Kunth: Sie kommt in Peru vor. - Buddleja iresinoides (Griseb.) Hosseus: Sie kommt in von Bolivien bis zum südlichen Teil Südamerikas vor. - Buddleja jamesonii Benth.: Sie kommt in Ecuador vor. - Buddleja kleinii E.M.Norman & L.B.Sm.: Sie kommt in Brasilien vor. - Buddleja lanata Benth.: Sie kommt in Ecuador vor. - Buddleja lojensis E.M.Norman: Sie kommt in Ecuador vor. - Buddleja longiflora Brade: Sie kommt in Brasilien vor. - Buddleja longifolia Kunth: Sie kommt in Ecuador und Peru vor. - Buddleja marrubiifolia Benth.: Sie kommt von Texas bis Mexiko vor. - Buddleja megalocephala Donn.Sm.: Sie kommt vom südlichen Mexiko bis Guatemala vor. - Buddleja mendozensis Gillies ex Benth.: Sie kommt im südlichen Teil Südamerikas vor. - Buddleja misionum Kraenzl.: Sie kommt in von Brasilien bis zum südlichen Teil Südamerikas vor. - Buddleja montana Britton: Sie kommt in Bolivien und Peru vor. - Buddleja multiceps Kraenzl.: Sie kommt in Kolumbien, Ecuador und Peru vor. - Buddleja nitida Benth.: Sie kommt von Mexiko bis Zentralamerika vor. - Buddleja normaniae J.H.Chau (Syn.: Emorya suaveolens Torr.): Diese Neukombination erfolgte 2017.: Sie kommt von Nordamerika bis Mexiko vor. - Buddleja oblonga Benth.: Sie kommt in Brasilien vor. - Buddleja parviflora Kunth: Sie kommt vom südlichen Mexiko bis Guatemala vor. - Buddleja perfoliata Kunth: Sie ist vom nördlichen bis südlichen Mexiko verbreitet. - Buddleja pichinchensis Kunth: Sie kommt in Kolumbien und Ecuador vor. - Buddleja polycephala Kunth: Sie kommt in Ecuador und Peru vor. - Buddleja racemosa Torr.: Dieser Endemit gedeiht nur auf dem Kalkstein Edwards Plateau in Texas. - Buddleja ramboi L.B.Sm.: Sie kommt in den brasilianischen Bundesstaaten Santa Catarina sowie Rio Grande do Sul vor. - Buddleja rinconensis (Mayfield) J.H.Chau (Syn.: Emorya rinconensis Mayfield): Diese Neukombination erfolgte 2017.: Sie kommt in Mexiko vor. - Buddleja rufescens Willd. ex Schultes & Schultes: Sie kommt in Peru vor. - Buddleja scordioides Kunth: Sie kommt von den US-Bundesstaaten zentrales Arizona, südöstliches New Mexico sowie südwestliches Texas bis zum mexikanischen Bundesstaat Chihuahua vor. - Buddleja sessiliflora Kunth: Sie kommt in den US-Bundesstaaten Texas sowie südlichen Arizona vor und ist in weiten Teilen Mexikos verbreitet. - Buddleja simplex Kraenzl.: Dieser Endemit kommt wohl nur in der Umgebung des mexikanischen Saltillo vor. Einige Autoren vermuten, dass sie ausgestorben ist. - Buddleja skutchii C.V.Morton: Es gibt zwei Unterarten: - Buddleja skutchii C.V.Morton subsp. costaricensis E.M. Norman: Sie kommt in Costa Rica und in Panama vor. - Buddleja skutchii C.V.Morton subsp. skutchii: Sie kommt im mexikanischen Bundesstaat Chiapas und in Guatemala vor. - Buddleja soratae Kraenzl.: Sie kommt in Bolivien und Peru vor. - Buddleja speciosissima Taub.: Dieser seltene Endemit kommt nur auf dem Mount Itatiaia vor. - Buddleja stachyoides Cham. & Schltdl.: Sie kommt im australischen Bundesstaat Queensland, in Bolivien, Brasilien, Argentinien, Paraguay und Uruguay vor. - Buddleja suaveolens Kunth & Bouché: Sie kommt im südlichen Teil Südamerikas vor. - Buddleja thyrsoides Lam.: Sie kommt von Brasilien bis zum südlichen Teil Südamerikas vor. - Buddleja tubiflora Benth.: Sie kommt in Argentinien und in Paraguay vor. - Buddleja tucumanensis Griseb.: Sie ist in Bolivien und Argentinien verbreitet. - Buddleja utahensis Coville: Sie kommt in den US-Bundesstaaten Arizona, Kalifornien, Nevada sowie Utah vor. - Buddleja vexans Kraenzl. & Loes. ex E.M.Norman: Sie kommt in Peru vor. - Sektion Chilianthus (Burch.) Leeuwenberg mit der Typusart: Chilianthus oleaceus Burch. → Buddleja saligna Willd.: Der Blütenstand ist rispig. Die Blütenkronen sind weiß oder cremefarben. Die Staubblätter können die Blütenkrone überragen oder nicht. Die etwa vier Arten sind im Südlichen Afrika verbreitet: - Buddleja auriculata Benth.: Sie kommt in Simbabwe, Mosambik und in den südafrikanischen Provinzen Ostkap, KwaZulu-Natal, Limpopo, Mpumalanga vor. - Buddleja dysophylla (Benth.) Radlk.: Sie kommt in Zaire, Tansania, Malawi, Eswatini und in den südafrikanischen Provinzen Ostkap, KwaZulu-Natal sowie Mpumalanga vor. - Buddleja loricata Leeuwenb.: Sie kommt in Lesotho und in den südafrikanischen Provinzen KwaZulu-Natal, Free State sowie Ostkap vor. - Buddleja saligna Willd.: Sie ist in Südafrika, Simbabwe und Eswatini verbreitet. - Sektion Gomphostigma (Turcz.) J.H.Chau mit der Typusart: Gomphostigma scoparioides Turcz. → Buddleja virgata L. f.: Der Blütenstand ist traubig. Die Blütenkronen sind weiß. Die Staubblätter überragen die Blütenkrone. Die etwa zwei Arten sind im Südlichen Afrika verbreitet: - Buddleja incompta L. f. (Syn.: Gomphostigma incomptum (L. f.) N.E.Br.): Dieser Endemit kommt nur in den südafrikanischen Provinzen Nord- sowie Westkap vor. - Buddleja virgata L. f. (Syn.: Gomphostigma virgatum (L. f.) Baill., Gomphostigma scoparioides Turcz.): Sie ist im Südlichen Afrika verbreitet. - Sektion Nicodemia (Tenore) Leeuwenberg mit der Typusart: Nicodemia diversifolia (Vahl) Tenore → Buddleja indica Lam.: Der Blütenstand ist thyrsoid, ährig oder köpfchenförmig. Die Blütenkronen sind weiß oder gelb bis orangefarben. Die Staubblätter überragen die Blütenkrone nicht. Die etwa neun Arten sind in Madagaskar, auf den Komoren und auf den Maskarenen, in Ostafrika und auf der Arabischen Halbinsel verbreitet: - Buddleja acuminata Poir.: Sie kommt im östlichen Zaire und im nördlichen Madagaskar vor. - Buddleja axillaris Willd.: Sie kommt in Tansania, Madagaskar und auf den Komoren vor. - Buddleja cuspidata Baker: Dieser Endemit kommt nur im nördlichen Madagaskar vor. - Buddleja indica Lam. (Syn.: Nicodemia diversifolia (Vahl) Tenore): Sie kommt in Madagaskar, auf den Komoren und auf den Maskarenen vor. - Buddleja fragifera Leeuwenb.: Dieser Endemit kommt nur im südlichen Madagaskar vor. - Buddleja fusca Baker: Dieser Endemit kommt nur im zentralen Madagaskar vor. - Buddleja madagascariensis Lam.: Sie kommt in Madagaskar vor. - Buddleja polystachya Fresen.: Sie kommt in Eritrea, Äthiopien, Saudi-Arabien, Somalia, im Jemen, in Kenia und Tansania vor. - Buddleja sphaerocalyx Baker: Sie kommt an wenigen Fundorten in Madagaskar vor. - Sektion Pulchellae J.H.Chau: Sie wurde 2017 aufgestellt mit der Typusart: Buddleja pulchella N.E.Br.: Der Blütenstand ist rispig. Die Blütenkronen sind weiß oder gelb bis hell-orangefarben. Die Staubblätter überragen die Blütenkrone nicht. Sie enthält nur eine Art und ist vom östlichen bis ins südliche Afrika verbreitet: - Buddleja pulchella N.E.Br.: Sie kommt Zimbabwe, Kenia, Tansania und in den südafrikanischen Provinzen KwaZulu-Natal, Limpopo sowie Ostkap vor. - Sektion Salviifoliae J.H.Chau: Sie wurde 2017 aufgestellt mit der Typusart: Buddleja salviifolia (L.) Lam.: Der Blütenstand ist rispig. Die Blütenkronen sind weiß oder lila bis purpurfarben. Die Staubblätter überragen die Blütenkrone nicht. Sie enthält nur eine Art und ist vom östlichen bis ins südliche Afrika verbreitet: - Buddleja salviifolia (L.) Lam.: Sie ist in Tansania, Malawi, Mosambik, Simbabwe, Sambia, Lesotho, Südafrika und Eswatini verbreitet. - Incertae sedis: Eine Art konnte durch Chau et al. 2017 nicht in eine Sektion eingeordnet werden: - Buddleja glomerata H.Wendl.: Sie kommt in den südafrikanischen Provinzen Ost-, Nord-, Westkap vor. |

## Nutzung
Von einigen Sommerflieder-Arten und -Hybriden werden Sorten, beispielsweise von Buddleja alternifolia, Buddleja auriculata, Buddleja colvilei, Buddleja crispa, Buddleja fallowiana, Buddleja globosa, Buddleja lindleyana, Buddleja madagascariensis, Buddleja nivea, Buddleja saligna, Buddleja salviifolia, Buddleja ×weyeriana, vor allem aber die Sorten des Schmetterlingsflieders (Buddleja davidii), als Zierpflanzen in Parks und Gärten verwendet. Es existieren hunderte von Züchtungen und Hybride zwischen einigen Arten. Einige Arten sind auch schon in der traditionellen chinesischen Gartenkunst bedeutsam. Gemeinsam ist den Sorten, dass sie durch ihren intensiven Geruch auffallen und häufig Schmetterlinge und andere Insekten anlocken.
Einige Arten, beispielsweise Buddleia asiatica (chinesisch: bai bei feng), Buddleja crispa (chinesisch: 皱叶醉鱼草 zhou ye zui yu cao), Buddleja davidii (chinesisch: 大叶醉鱼草 da ye zui yu cao), Buddleja fallowiana (chinesisch: 紫花醉鱼草 zi hua zui yu cao), Buddleja lindleyana (chinesisch: 醉鱼草 zui yu cao), Buddleja madagascariensis (chinesisch: 浆果醉鱼草 jiang guo zui yu cao), Buddleja officinalis (chinesisch: 密蒙花 mi meng hua) werden in der traditionellen chinesischen Medizin als Heilpflanzen verwendet. Beispielsweise werden Buddleja coriacea sowie Buddleja incana in der Volksmedizin genutzt. Die medizinischen Wirkungen von Buddleia asiatica, Buddleja officinalis und Buddleia paniculata wurden untersucht.
Buddleja davidii wird als Färberpflanze verwendet.
Die getrockneten und gemahlenen unterirdischen Pflanzenteile von Buddleia asiatica werden bei der Herstellung eines Likörs verwendet. Buddleia asiatica wird bei der Herstellung von Parfüm verwendet.